# 格雷姆·巴恩斯
格雷姆·巴恩斯（英語：Graeme Barns，？—），澳大利亚男子赛艇运动员。他曾代表澳大利亚参加1983年世界赛艇锦标赛，获得男子轻量级八人单桨有舵手银牌。